# Malves-en-Minervois
Malves-en-Minervois (okzitanisch Malvas) ist eine südfranzösische Gemeinde mit 880 Einwohnern (Stand 1. Januar 2022) im Département Aude in der Region Okzitanien.

## Lage
Malves-en-Minervois liegt ganz in der Nähe des Flüsschens Clamoux in der Landschaft des Minervois etwa 12 Kilometer (Fahrtstrecke) nordöstlich von Carcassonne bzw. 18 Kilometer südwestlich von Rieux-Minervois. Der Ort Laure-Minervois mit seiner gotischen Kirche St-Jean-Baptiste ist knapp zehn Kilometer in nordöstlicher Richtung entfernt.

## Bevölkerungsentwicklung
| Jahr      | 1968 | 1975 | 1982 | 1990 | 1999 | 2007 | 2016 |
| Einwohner | 295  | 322  | 536  | 708  | 755  | 746  | 850  |

## Wirtschaft
Die Felder in der Umgebung des Ortes werden in der Hauptsache landwirtschaftlich genutzt. Daneben wird auch Weinbau betrieben; es werden sowohl Weiß- als auch Rotweine produziert.

## Geschichte
Über die Geschichte von Malves sind keine Informationen verfügbar. Man kann jedoch davon ausgehen, dass die Region – ähnlich wie für die Nachbargemeinde Laure-Minervois nachgewiesen – bereits in gallorömischer Zeit besiedelt war.

## Sehenswürdigkeiten

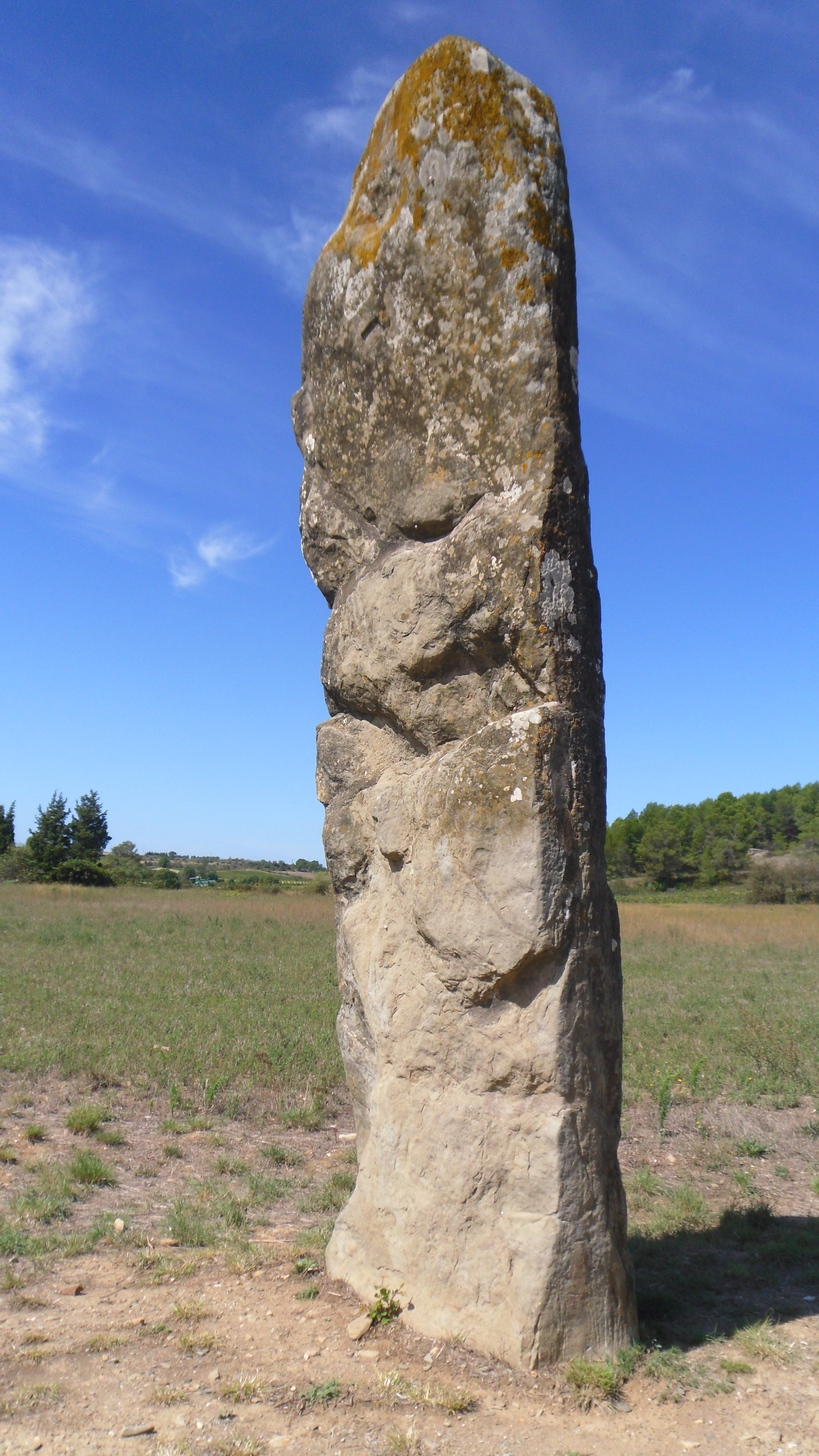
Menhir von Malves

- Das Château de Malves liegt am Ostrand des Dorfes und ist ein nach drei Seiten geschlossener spätmittelalterlicher Wehrbau aus dem 14./15. Jahrhundert mit nachträglichen Umbauten aus dem 16. bis 18. Jahrhundert. Der Bau mit seinen markanten runden Ecktürmen dient heute in Teilen als Hotel bzw. Herberge. Er ist seit dem Jahr 1947 als Monument historique[1] unter Schutz gestellt.
- Etwa 500 Meter westlich des Ortes steht ein etwa fünf Meter über dem Bodenniveau aufragender Menhir von Malves.
- Ebenfalls etwas außerhalb des Ortes liegen einige aus Trockenmauerwerk errichtete Steinhütten (capitelles oder cabanes), die in früheren Zeiten Bauern und/oder Hirten Schutz und Unterstand boten. Gemäß der lokalen Tradition sind die kleinen Bauten mit einem Außendurchmesser von etwa zwei Metern nicht gewölbt, sondern haben eine Abdeckung aus Ästen, die anschließend mit Steinen beschwert wurden.